# برونو باور
برونو باور (به آلمانی: Bruno Bauer) ‏(۶ سپتامبر ۱۸۰۹–۱۳ آوریل ۱۸۸۲) یک فیلسوف و تاریخدان آلمانی بود. به عنوان یکی از شاگردان هگل او یک عقل‌باور رادیکال در زمینه فلسفه، سیاست و نقد انجیل بود. او بعد از تحقیق در منابع عهد جدید، و با توجه به جهت‌گیری یونانی‌دوستی هگل، نتیجه‌گیری کرد که مسیحیت اولیه بیشتر از یهودیت به فلسفه یونان باستان (رواقیون) وامدار است.
باور همچنین مشهور به ارتباط و سپس گسست از اندیشه کارل مارکس و فردریش انگلس، و حرکت به سوی اندیشه نیچه و ماکس اشتیرنر است. او در دهه ۱۸۴۰ کار روی یک سری فرضیه را آغاز کرد که عیسی را یک شخص غیر تاریخی حاصل ادغام الهیات یهودی، یونانی و رومی می‌دانست. او از نخستین مدعیان نظریه افسانه بودن مسیح بود.